# あなたがいなければ祖国もない
「あなたがいなければ祖国もない」（あなたがいなければそこくもない、朝鮮語: 당신이 없으면 조국도 없다）は、朝鮮民主主義人民共和国（北朝鮮）の楽曲。プロパガンダソング。
「貴方がいなければ祖国もない」と書かれることもある。

## 概要
「あなたがいなければ祖国もない」は、北朝鮮の前最高指導者金正日の才能と美徳を称え、北朝鮮が経験した苦難の行軍から脱出したことを宣言している。
この曲は先軍政治や主体思想といった北朝鮮の基本政策を象徴するものと考えられており、ラジオや街頭のスピーカーなどを通して頻繁に放送されることが多い。
「あなたがいなければ祖国もない」は、1993年に北朝鮮国防委員長となった金正日のために作曲された。
多数ある金正日を称賛する歌のなかでも代表曲として認識されることが多く、北朝鮮第2代最高指導者を称えた歌であることもあり、北朝鮮国内では人気のある曲の一つと言われる。公式な式典の開会式で「金日成将軍の歌」が流されると、閉会式の際にはこの曲が使われる事が多い。

## 替え歌
長年安倍晋三元総理を応援してきた元小学校教師の70代女性が、自身が作詞した「安倍総理応援歌」をTwitterに投稿した。MGTOW NEWS (@MGTOW_JP) が安倍晋三の肖像画を背景に「あなたがいなければ祖国もない」のメロディとこの歌詞を組み合わせたミュージック・ビデオをカラオケ用としてTwitterに投稿し、翌日にはbilibiliに転載され人気を博し、2020年6月21日時点で再生回数10万回以上を記録している。2020年6月中旬頃からはこの替え歌を歌唱した動画が投稿されるなど、様々なバージョンの動画が誕生した。